# Río Arunca
El río Arunca es un río portugués de tierras bajas que nace cerca del pueblo de Albergaria dos Doze, en el municipio de Pombal, distrito de Leiria.
El río fluye en dirección sur-norte, pasando por Albergaria dos Doze; Vermoil; Pombal; Soure y Vila Nova de Anços, estas dos últimas localidades ya en el municipio de Soure y Distrito de Coímbra.
Desemboca en la margen izquierda del río Mondego, en el corazón de la comarca del Bajo Mondego, tres kilómetros aguas abajo de la localidad de Montemor-o-Velho, tras un recorrido de 60 kilómetros.